# سامبورووو
سامبورووو (به لهستانی:  Samborowo) یک روستا در لهستان است که در گمینا اوسترودا واقع شده‌است. سامبورووو ۱٬۴۱۵ نفر جمعیت دارد.